# Carlo Alberto Garufi
Carlo Alberto Garufi (Palermo, 14 febbraio 1868 – Palermo, 16 settembre 1948) è stato un paleografo italiano.
Professore di paleografia e diplomatica all'università di Palermo dal 1900 al 1938, pubblicò numerosi studi su documenti di epoca normanno-sveva.

## Opere
- Documenti inediti dell'epoca normanna in Sicilia, Documenti per servire alla storia di Sicilia. Serie 1 18, Palermo, Tipografia Lo statuto, 1899.

- Catalogo illustrato del Tabulario di S. Maria Nuova in Monreale, Documenti per servire alla storia di Sicilia. Serie 1 19, Palermo, Era nova, 1902.

- Rapporti diplomatici tra Filippo 5. e Vittorio Amedeo 2. di Savoia nella cessione del Regno di Sicilia, Documenti per servire alla storia di Sicilia. Serie 1 21, Palermo, Boccone Del Povero, 1914.

Rapporti diplomatici tra Filippo V e Vittorio Amedeo II di Savoia nella cessione del Regno di Sicilia, 1914

- Necrologio del Liber Confratrum di S.Matteo di Salerno.[ Fonti per la storia d'Italia 56] Roma 1922.
- Romualdi Salernitani Chronicon [Rerum Italicarum Scriptores, N.S. t. VII/1] Città di Castello 1935.

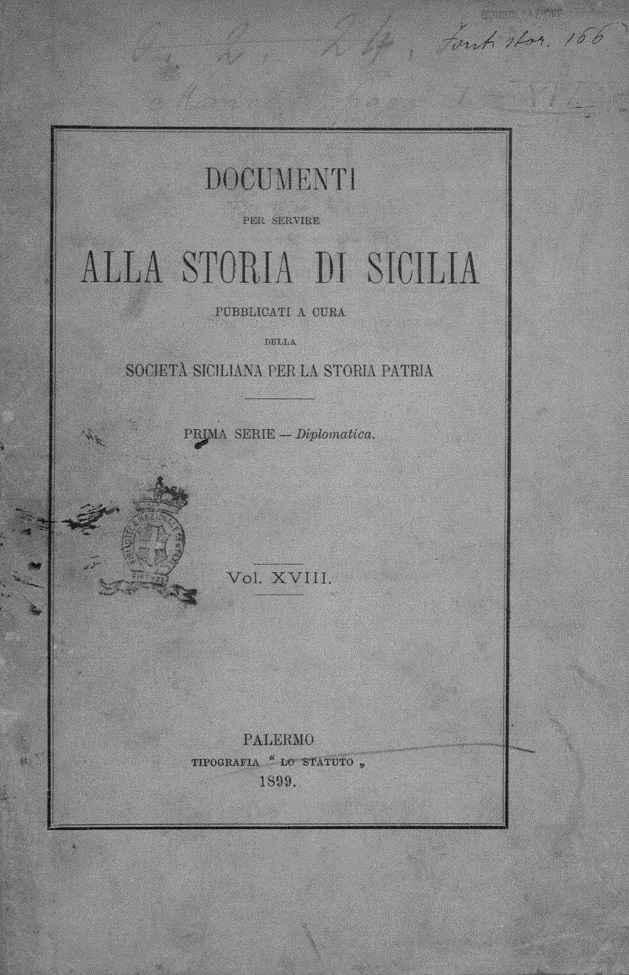
Documenti inediti dell'epoca normanna in Sicilia, 1899